# Campeonato Sul-Americano de Clubes de Voleibol Feminino de 2018
O Campeonato Sul-Americano de Clubes de Voleibol Feminino de 2018 foi a décima oitava edição do torneio organizado anualmente pela CSV, disputado entre os  dias 20 a 24 de fevereiro de  2018 na Arena Juscelino Kubitschek (Arena Minas), localizada na cidade de Belo Horizonte., com a participação de  seis clubes representando quatro países: Argentina, Bolívia e Peru e Brasil.  É o torneio classificatório para edição do Campeonato Mundial de Clubes de Voleibol Feminino de 2018
O anfitrião Camponesa/Minas conquistou o título desta edição e a central Carol Gattaz foi premiada como a Melhor Jogadora (MVP) do campeonato.

## Formato de disputa
As seis equipes qualificadas foram dispostas em dois grupos de tres equipes, correspondente a fase classificatória,  na qual todas as equipes se enfrentaram entre si (dentro de seus grupos) em turno único. As duas primeiras colocadas de cada grupo se classificaram para a fase semifinal, na qual se enfrentaram em cruzamento olímpico.
Os times vencedores das semifinais se enfrentaram na partida final, que definiu o campeão; já as equipes derrotadas nas semifinais decidiram a terceira posição grupo (Perdedor do Jogo 8 x Perdedor do Jogo 9) e as equipes eliminadas antes da fase semifinal disputaram o quinto lugar (3º A x 3º B).
Para a classificação dentre dos grupos na primeira fase, o placar de 3-0 ou 3-1 garantiu três pontos para a equipe vencedora e nenhum para a equipe derrotada; já o placar de 3-2 garantiu dois pontos para a equipe vencedora e um para a perdedora.

## Participantes
As seguintes equipes foram qualificadas para a disputa do Campeonato Sul-Americano de Clubes de 2018:
| Equipe                  | País      | Forma de Classificação                                | Títulos                     |
| ----------------------- | --------- | ----------------------------------------------------- | --------------------------- |
| Camponesa/Minas         | Brasil    | Representante da Cidade-Sede                          | 0 (não possui)              |
| GELP                    | Argentina | Campeão da Liga Argentina A1 de Voleibol 2016-17      | 0 ( não possui)             |
| Universitario San Simón | Bolívia   | Campeão da Liga Superior Boliviana A 2016-17          | 0 (não possui)              |
| Boca Juniors [OBS]      | Argentina | Terceiro colocado da Liga A1 Argentina de 2016-17     | 0 (não possui)              |
| Regatas Lima            | Peru      | Campeão da Liga Nacional Superior de Voleibol 2016-17 | 0 (não possui)              |
| Rexona-Sesc             | Brasil    | Campeão da Superliga Brasileira A 2016-17             | 4 (2013, 2015, 2016 e 2017) |

Nota
OBS ^  Esta equipe qualificou-se  após o Club Atlético Vélez Sarsfield, vice-campeão argentino, desistir da competição

## Primeira fase
A confirmação dos clubes participantes foi divulgada no dia 5 de fevereiro de 2018, pela CSV, estabelecendo o período de 20 a 24 de fevereiro para a realização do certame, e as equipes foram divididas em dois grupos:

### Grupo A
Classificação
|  |                                      |
|  | Equipes classificadas às semifinais. |
|  | Equipe que disputará o quinto lugar. |

|     |                 |     | Jogos | Jogos | Jogos | Resultados | Resultados | Resultados | Resultados | Resultados | Resultados | Sets | Sets | Sets  | Pontos | Pontos | Pontos |
| Pos | Equipe          | Pts | T     | V     | D     | 3–0        | 3–1        | 3–2        | 2–3        | 1–3        | 0–3        | V    | P    | R     | V      | P      | R      |
| --- | --------------- | --- | ----- | ----- | ----- | ---------- | ---------- | ---------- | ---------- | ---------- | ---------- | ---- | ---- | ----- | ------ | ------ | ------ |
| 1   | Camponesa/Minas | 6   | 2     | 2     | 0     | 2          | 0          | 0          | 0          | 0          | 0          | 6    | 0    | MAX   | 150    | 84     | 1.786  |
| 2   | Regatas Lima    | 3   | 2     | 1     | 1     | 0          | 1          | 0          | 0          | 0          | 1          | 3    | 4    | 0.750 | 143    | 162    | 0.883  |
| 3   | Boca Juniors    | 0   | 2     | 0     | 2     | 0          | 0          | 0          | 0          | 1          | 1          | 1    | 6    | 0.167 | 122    | 169    | 0.722  |

Resultados
| 20 de fevereiro de 2018 18:00 Relatório | Camponesa/Minas | 3 — 0             | Regatas Lima | Arena Minas, Belo Horizonte |
| 20 de fevereiro de 2018 18:00 Relatório | 25              | Set 1 Set 2 Set 3 | 22 13 14     | Arena Minas, Belo Horizonte |

| 21 de fevereiro de 2018 20:00 Relatório | Camponesa/Minas | 3 — 0             | Boca Juniors | Arena Minas, Belo Horizonte |
| 21 de fevereiro de 2018 20:00 Relatório | 25              | Set 1 Set 2 Set 3 | 7 16 12      | Arena Minas, Belo Horizonte |

| 22 de fevereiro de 2018 20:00 Relatório | Regatas Lima | 3 — 1                   | Boca Juniors | Arena Minas, Belo Horizonte |
| 22 de fevereiro de 2018 20:00 Relatório | 25 19 25     | Set 1 Set 2 Set 3 Set 4 | 23 18 25 21  | Arena Minas, Belo Horizonte |

### Grupo B
Classificação
|  |                                       |
|  | Equipes classificadas às semifinais.  |
|  | Equipes que disputará o quinto lugar. |

|     |                         |     | Jogos | Jogos | Jogos | Resultados | Resultados | Resultados | Resultados | Resultados | Resultados | Sets | Sets | Sets  | Pontos | Pontos | Pontos |
| Pos | Equipe                  | Pts | T     | V     | D     | 3–0        | 3–1        | 3–2        | 2–3        | 1–3        | 0–3        | V    | P    | R     | V      | P      | R      |
| --- | ----------------------- | --- | ----- | ----- | ----- | ---------- | ---------- | ---------- | ---------- | ---------- | ---------- | ---- | ---- | ----- | ------ | ------ | ------ |
| 1   | Rexona-Sesc             | 6   | 2     | 2     | 0     | 2          | 0          | 0          | 0          | 0          | 0          | 6    | 0    | MAX   | 150    | 77     | 1.948  |
| 2   | GELP                    | 3   | 2     | 1     | 1     | 1          | 0          | 0          | 0          | 0          | 1          | 3    | 3    | 1,000 | 120    | 114    | 1.053  |
| 3   | Universitario San Simón | 0   | 1     | 0     | 1     | 0          | 0          | 0          | 0          | 0          | 1          | 0    | 3    | 0,000 | 71     | 150    | 0.473  |

Resultados
| 20 de fevereiro de 2018 20:00 Relatório | GELP | 3 — 0             | Universitario San Simón | Arena Minas, Belo Horizonte |
| 20 de fevereiro de 2018 20:00 Relatório | 25   | Set 1 Set 2 Set 3 | 11 12 16                | Arena Minas, Belo Horizonte |

| 21 de fevereiro de 2018 18:00 Relatório | Rexona-Sesc | 3 — 0             | GELP     | Arena Minas, Belo Horizonte |
| 21 de fevereiro de 2018 18:00 Relatório | 25          | Set 1 Set 2 Set 3 | 13 15 17 | Arena Minas, Belo Horizonte |

| 22 de fevereiro de 2018 18:00 Relatório | Rexona-Sesc | 3 — 0             | Universitario San Simón | Arena Minas, Belo Horizonte |
| 22 de fevereiro de 2018 18:00 Relatório | 25          | Set 1 Set 2 Set 3 | 6 14 12                 | Arena Minas, Belo Horizonte |

## Finais
- Horários UTC-02:00

|  | Semifinais              | Semifinais              |   |                         | Final                   | Final |  |
|  |                         |                         |   |                         |                         |       |  |
|  | 23 de fevereiro - 17:30 |                         |   |                         |                         |       |  |
|  | Camponesa/Minas         | 3                       |   |                         |                         |       |  |
|  | GELP                    | 0                       |   |                         |                         |       |  |
|  |                         |                         |   |                         |                         |       |  |
|  |                         |                         |   |                         | 24 de fevereiro – 15:45 |       |  |
|  |                         |                         |   |                         | Camponesa/Minas         | 3     |  |
|  |                         | Rexona-Sesc             | 2 |                         |                         |       |  |
|  |                         |                         |   |                         |                         |       |  |
|  |                         |                         |   |                         |                         |       |  |
|  |                         |                         |   |                         | Terceiro lugar          |       |  |
|  | 23 de fevereiro – 19:30 | 23 de fevereiro – 19:30 |   | 24 de fevereiro – 12:45 | 24 de fevereiro – 12:45 |       |  |
|  | Rexona-Sesc             | 3                       |   | GELP                    | 0                       |       |  |
|  | Regatas Lima            | 0                       |   |                         | Regatas Lima            | 3     |  |

Resultados
Semifinais
| 23 de fevereiro de 2018 17:30 Relatório | Camponesa/Minas | 3 — 0             | GELP     | Arena Minas, Belo Horizonte |
| 23 de fevereiro de 2018 17:30 Relatório | 25              | Set 1 Set 2 Set 3 | 14 13 11 | Arena Minas, Belo Horizonte |

| 23 de fevereiro de 2018 19:30 Relatório | Rexona-Sesc | 3 — 0             | Regatas Lima | Arena Minas, Belo Horizonte |
| 23 de fevereiro de 2018 19:30 Relatório | 25          | Set 1 Set 2 Set 3 | 13 8 9       | Arena Minas, Belo Horizonte |

Disputa pela Quinta posição
| 23 de fevereiro de 2018 15:00 Relatório | Boca Juniors | 3 — 0             | Universitario San Simón | Arena Minas, Belo Horizonte |
| 23 de fevereiro de 2018 15:00 Relatório | 25           | Set 1 Set 2 Set 3 | 10 11 17                | Arena Minas, Belo Horizonte |

Disputa pelo terceiro lugar
| 24 de fevereiro de 2018 12:45 Relatório | GELP  | 0 — 3             | Regatas Lima | Arena Minas, Belo Horizonte |
| 24 de fevereiro de 2018 12:45 Relatório | 19 15 | Set 1 Set 2 Set 3 | 25           | Arena Minas, Belo Horizonte |

Final
| 24 de fevereiro de 2018 15:45 Relatório | Camponesa/Minas | 3 — 2                           | Rexona-Sesc   | Arena Minas, Belo Horizonte |
| 24 de fevereiro de 2018 15:45 Relatório | 25 22 25 15     | Set 1 Set 2 Set 3 2 Set 4 Set 5 | 23 25 23 25 9 | Arena Minas, Belo Horizonte |

## Premiação
| Campeonato Sul-Americano de Clubes de 2018 |
| Brasil                                     |
| ------------------------------------------ |
| Camponesa/Minas Campeão (4º título)        |

## Classificação Final
| Posição           | Equipe                  | Classificação                        |
| ----------------- | ----------------------- | ------------------------------------ |
| Medalha de ouro   | Camponesa/Minas         | Campeonato Mundial de Clubes de 2018 |
| Medalha de prata  | Rexona-Sesc             |                                      |
| Medalha de bronze | Regatas Lima            |                                      |
| 4                 | GELP                    |                                      |
| 5                 | Boca Juniors            |                                      |
| 6                 | Universitario San Simón |                                      |

## Prêmios individuais
A seleção do campeonato foi composta pelas seguintes jogadoras:
- MVP (Most Valuable Player): Carol Gattaz